# Дрєтово
Дрєтово (рос. Дретово) — присілок в Ульяновському районі Калузької області Російської Федерації.
Населення становить 50 осіб. Входить до складу муніципального утворення Село Волосово-Дудино.

## Історія
Від 2004 року входить до складу муніципального утворення Село Волосово-Дудино

## Населення
| 2002 | 2010 |
| ---- | ---- |
| 77   | ↘50  |